# Juan Coronado
Juan Silvestre Coronado Gil (nacido el 25 de agosto de 1983 en La Vega) es un jugador de baloncesto dominicano que actualmente juega en Gimnasia de Comodoro Rivadavia en la Liga Nacional de Básquet de Argentina. También juega con la Selección nacional de baloncesto de la República Dominicana en las competiciones internacionales. Con 1,85 metros de estatura, juega en la posición de base.
En la temporada muerta, Coronado juega en varios torneos regionales incluyendo el Torneo de Baloncesto Superior de La Vega donde compite con el Club Dosa desde 2003.

## Trayectoria deportiva

### Profesional
Coronado comenzó su carrera profesional con los Reales de La Vega, cuando se unió a ellos en 2006. En sus primeros dos años con los Reales, Coronado no tuvo mucha participación en el equipo ya que disputó un promedio de 14,2 y 14,6 minutos por partido, en los que anotó una media de 3,3 y 3,5 puntos, respectivamente.
En 2008, Coronado fue uno de los jugadores más importantes de los Reales, tanta así que su media de minutos disputados se elevó desde 14,2 de su primera temporada hasta 27,4 minutos por partido en la temporada de 2008. Apareció en 18 partidos en la fase regular con un buen rendimiento, ya que promedió 11,2 puntos, 3,9 rebotes y 3,8 asistencias por partido con un 49% de acierto de tiros de campo. Después de la temporada con los Reales, Coronado disputa el Torneo de Baloncesto Superior de La Vega con el Club Dosa con los cuales se proclamó campeón de dicho torneo. Ese mismo año formó parte de los Merengueros de Santo Domingo quienes participaron en la Liga de las Américas de 2008-2009.
Después de que la temporada de 2009 no se disputó, la liga entró en modo de reconstrucción cambiando de imagen y directiva. En 2010, sólo se disputaron 9 partidos en la serie regular, Coronado participó en 8 de los 9 partidos de la fase regular promediando 16,3 puntos, 7,5 rebotes y 2,9 asistencias por partido. A pesar de su rendimiento, los Reales de La Vega quedaron fuera de la postemporada al finalizar la serie regular con un récord de 2 ganados y 7 perdidos.
En la temporada de 2011, Coronado promedió 21,3 puntos, 5,2 rebotes y 3,9 asistencias por partido mientras lideró a los Reales de La Vega a un récord de 14 ganados y 6 perdidos finalizando la serie regular en el primer lugar del circuito norte y de la liga. Por sus esfuerzos, fue nombrado Jugador Más Valioso del circuito norte de la temporada regular. También fue elegido en el mejor quinteto del circuito norte. Coronado disputó su primera postemporada en la liga desde su inicio en 2006. En los playoffs, fueron rivales de los Leones de Santo Domingo en una serie al mejor de 5. Contra los Leones, Coronado promedió 18,0 puntos, 5,3 rebotes y cuatro asistencias por partido en la postemporada, su rendimiento no fue suficiente, ya que los Leones eliminaron a los Reales en 4 partidos con un 3-1 en la serie finalizando así una excelente temporada de Coronado.
En enero de 2012, se unió a los Halcones UV Xalapa de la Liga Nacional de Baloncesto Profesional de México para disputar los cuartos de finales de los playoffs de 2012 contra los Toros de Nuevo Laredo. En los cuartos de finales, sus rivales los Toros ganaron la serie 4-2 eliminado a los Halcones en 6 partidos, en los cuales Coronado promedió 13,8 puntos, 5 rebotes, 2,2 asistencias y 1,7 robos por partido, también fue titular en 5 de los 6 encuentros anotando un total de 83 puntos. A principios de febrero de 2012, se unió al Club San Martín de Corrientes de la Liga Nacional de Básquet de Argentina, con los cuales disputó 8 partidos antes de ser descartado a finales del mismo mes de febrero. En los 8 partidos (7 como titular), promedió 11,1 puntos y 2,1 rebotes en 27,2 minutos por partido con un 42% de acierto de triples. Después de sus participaciones en México y Argentina, Coronado fue llevado como refuerzo de los campeones nacionales de 2011, los Leones de Santo Domingo para disputar la Liga de las Américas de 2012, en el evento los Leones quedaron fuera de la segunda fase al finalizar en el tercer puesto de su grupo con un récord de 1 ganado y 2 perdidos. Luego regresó a la República Dominicana para disputar la temporada de 2012 de la LNB, Coronado apareció en 15 de los 20 encuentros de la temporada regular promediando 16,9 puntos, 3,6 rebotes y 3,2 asistencias por partido, a pesar de su desempeño, los Reales de La Vega quedaron fuera de los playoffs al finalizar con un récord de 5 ganados y 15 perdidos, siendo este el peor récord de la liga. Después de la temporada en la LNB, Coronado regresó con el Club Dosa para disputar el Torneo de Baloncesto Superior de La Vega de 2012. En ese evento, Coronado se proclamó campeón siendo elegido Jugador Más Valioso de las finales del torneo.
A finales de marzo de 2013, Coronado se unió a los Brujos de Guayama del Baloncesto Superior Nacional de Puerto Rico, para disputar la temporada de 2013. El 1 de abril de 2013, debutó contra los Leones de Ponce en una derrota por 75-86. En el partido como titular, anotó 11 puntos, atrapó 2 rebotes, repartió 7 asistencias e interceptó dos balones. Coronado fue el único del equipo que disputó todos los partidos de la serie regular, en los que promedió 11,8 puntos, 5 rebotes, 3,8 asistencias y 1,7 robos en 31,9 minutos por partido mientras ayudó a liderar al equipo de los Brujos a registrar un récord de 20-16 finalizando en el cuarto lugar de la liga. En los playoffs, los Brujos de Guayama eliminaron a los Indios de Mayagüez en los cuartos de finales avanzando a las semifinales de la liga para enfrentarse a los Piratas de Quebradillas, en la serie contra los Piratas, Coronado sólo disputó un partido, en el cual anotó 15 puntos. Los Brujos fueron eliminados por los Piratas en una serie que finalizó 4-1, a favor de los Piratas. Con los Brujos, Coronado alcanzó cifras dobles en 27 partidos y fue titular en 40 de los 42 partidos disputados por los Brujos. Con los Reales de La Vega, sólo jugó dos partidos de la temporada regular, ya que los Reales no pudieron alcanzar a los playoffs al finalizar último del circuito norte.
El 18 de enero de 2014, firmó con los Piratas de Quebradillas del Baloncesto Superior Nacional de Puerto Rico, para disputar la temporada de 2014. En el primer partido contra los Caciques de Humacao, Coronado registró 13 puntos, 5 rebotes, 3 asistencias y 5 robos en 27 minutos disputados. El 3 de abril de 2014 contra los Cangrejeros de Santurce, Coronado sufrió una lesión en el tobillo derecho, por la cual no volvió a jugar con los Piratas. Regresó a Dominicana para disputar los playoffs con los Reales de La Vega. En la postemporada, los Reales fueron eliminados por los Metros de Santiago en una serie que finalizó 3-2.

## Competiciones internacionales
Coronado debutó con la Selección nacional de baloncesto de la República Dominicana en el Campeonato FIBA Américas de 2009 en San Juan, Puerto Rico. Esta competición fue clasificatorio para el Campeonato Mundial de 2010 que se celebró en Turquía. La Selección Dominicana no pudo avanzar a la ronda final al ser derrotados por Canadá, Dominicana finalizó con un récord de 4 ganados y 4 perdidos, situándose en el quinto puesto del campeonato.
En julio de 2010, fue parte de la Selección nacional Dominicana que ganó la medalla de bronce en los XXI Juegos Centroamericanos y del Caribe de Mayagüez, Puerto Rico.
Formó parte de la Selección nacional Dominicana que disputó los Juegos Panamericanos de 2011 en Guadalajara, México. En este evento, Coronado hizo un buen aporte al promediar 11,8 puntos, 2,6 rebotes, 1,4 asistencias y 1,8 robos en 26,1 minutos por partido. La Selección finalizó en cuarto lugar, tras ser derrotados por los Estados Unidos en el partido por la medalla de bronce.
Coronado ayudó a la Selección nacional a conseguir la medalla de oro en el Centrobasket 2012 en Hato Rey, Puerto Rico. En el evento, Coronado fue uno de los principales autores al promediar 14,3 puntos, 4,5 rebotes y 3,7 asistencias por partido. Ese mismo año, participó en el Torneo Preolímpico FIBA 2012. En este torneo, la selección no pudo calificar a los Juegos Olímpicos de Londres 2012, ya que finalizó en cuarto lugar y solo había tres cupos disponibles para este torneo.
En 2013, formó parte del seleccionado dominicano que participó en el Campeonato FIBA Américas de 2013 en Caracas, Venezuela. Coronado y la selección clasificaron para el Campeonato Mundial de 2014 al finalizar en cuarto lugar, ya que para este evento había cuartos cupos disponibles.
Coronado formó parte de la Selección nacional que ganó la medalla de bronce en el Centrobasket 2014 en Nayarit, México. Después fue parte de la selección que participó en la Copa del Mundo FIBA 2014 en España. La Selección nacional de baloncesto de la República Dominicana no había participado en el mundial desde su primera participación en 1978. En el evento, la selección avanzó hasta la segunda ronda donde fueron eliminados en los octavos de final finalizando en la decimotercera posición general.